# 卡斯泰尔德尔奇
卡斯泰尔德尔奇（義大利語：Casteldelci），是意大利里米尼省的一个市镇。总面积49.21平方公里，人口460人，人口密度9.3人/平方公里（2009年）。ISTAT代码为099021。